# Затуловский, Марк Леонтьевич
Марк Леонтьевич Затуловский (1907—1969) — советский скрипач, музыкальный педагог.
Окончил музыкальную школу в Одессе у П. С. Столярского, затем Московскую консерваторию. Ученик Л. М. Цейтлина. В 1920-е годы работал в оркестре оперной студии Театра имени К. С. Станиславского. В годы Великой Отечественной войны вместе с эвакуированным профессорско-преподавательским составом Московской консерватории преподавал в Саратовской консерватории.
Профессор Уральской государственной консерватории, затем кафедры камерного ансамбля и струнного квартета Музыкального училища имени Гнесиных. Среди учеников М. Л. Затуловского — Вольф Усминский и Вольф Горелик.
Похоронен в Москве на Востряковском кладбище.